# سرفيراز خانم
سرفيراز هانم (وفاتها في 1905، إسطنبول)، وهي المفضلة لدى السلطان العثماني عبد المجيد.تحتل سرفيراز هانم الأماكن التي تريدها بصفتها المفضلة والمحبوبة لدى السلطان، فهي تفعل ما تشاء ولا أحد يستطيع أن يخرج أي صوت.أشتهرت سرفيراز هانم القريبة من الملك بالعناد مع البذخ مع ما يصل إلى التفاخر.ولدت سرفيراز ثلاثة أطفال من بينهم ولديها (عثمان سيف الدين افتدى، وسليمان سليم افندى)، وابنتهاالسلطانة باديا.لم تعد سرفيراز تحتل مكان بين سادة النساء بسبب فقدها مصدقيتها. بعدما توفت سرفيرازهانم في يلدز قاصرى دفنت في مقبر السيدات والاميرات الذي في مقابر يحيى افندى.